# Wells Fargo Center (Minneapolis)
Wells Fargo Center
O Wells Fargo Center (anteriormente conhecido como Norwest Center) é um arranha-céu de 56 andares e 236 m (774 ft) de altura, localizado em Minneapolis, Minnesota. Atualmente é o 3º maior edifício de Minneapolis, ultrapassado pelo IDS Tower e pela Capella Tower. O edifício começou a ser construído em 1987 e foi concluído em 1989. Atualmente o edifício é de propriedade da Hines.

## História
O Norwest Center foi projetado com um estilo art déco modernizado por César Pelli, refletindo estruturas próximas, como o CenturyLink Building e a Foshay Tower, que fica a vários quarteirões de distância. Também é considerado por muitos como uma homenagem aoComcast Building no Rockefeller Center em Nova Iorque.
O Wells Fargo Center está localizado no local do Northwestern National Bank Building, que foi destruído em um incêndio em 1982. O design original exigiu uma torre de 45 andares com um design quadrado que se tornaria facilmente o prédio mais alto de Minneapolis, mas o prédio teve que ser redesenhado quando o local foi dividido em dois, nos dando o design que vemos hoje. A Northwestern National, renomeado Norwest Corporation, manteve sua sede aqui. Apesar da Norwest se fundir com a Wells Fargo e de se mudar para San Francisco em 1998, as operações significativas ainda estão mantidas no edifício.

### Iluminação
O edifício é brilhantemente iluminado à noite, desde o pôr-do-sol até a meia-noite, com as luminárias apontandas para cima dos telhados para iluminar os lados do edifício. Apesar disso, ainda é muito mais eficiente em termos de energia do que o edifício anterior e em 2000, foi reconhecido pela Agência de Proteção Ambiental dos Estados Unidos como um dos 100 edifícios mais eficientes em energia dos Estados Unidos. Em 1989, o edifício foi louvado pelo Urban Land Institute, que o honrou com o Prêmio de Excelência em Desenvolvimento de Escritórios de Grande Escala.

## Principais Inquilinos
- KPMG
- Faegre Baker Daniels